# Walpole (Somerset)
Walpole – przysiółek w Anglii, w Somerset. Walpole jest wspomniana w Domesday Book (1086) jako Wallepille/Wallepilla.